# Авессадаш
Авессадаш (порт. Avessadas) — район (фрегезія) в Португалії, входить в округ порту. Є складовою частиною муніципалітету Марку-де-Канавезеш. За старим адміністративним поділом входив в провінцію Дору-Літорал. Входить в економіко-статистичний субрегіон Тамега, який входить в Північний регіон. населення становить 1242 людини на 2001 рік. Займає площу 5,05 км². 
| Португалія | Це незавершена стаття з географії Португалії. Ви можете допомогти проєкту, виправивши або дописавши її. |